# Letter to You
| Совокупная оценка    | Совокупная оценка |
| Источник             | Оценка            |
| -------------------- | ----------------- |
| AnyDecentMusic?      | 8.0/10            |
| Metacritic           | 88/100            |
| Оценки критиков      |                   |
| Источник             | Оценка            |
| AllMusic             | [ 4 ]             |
| A.V. Club            | [ 5 ]             |
| Clash                | 8/10              |
| Consequence of Sound | B+                |
| The Daily Telegraph  | [ 8 ]             |
| The Independent      | [ 9 ]             |
| musicOMH             | [ 10 ]            |
| NME                  | [ 11 ]            |
| Pitchfork            | 7.4/10            |
| Rolling Stone        | [ 13 ]            |
| AOTY                 | 82/100            |

Letter to You (с англ. — «Письмо тебе») — 20-й студийный альбом американского рок-певца Брюса Спрингстина, выпущенный 23 октября 2020 года на лейбле Columbia Records. Он стал первым с 2014 года альбомом с участием его рок-группы E Street Band. Продюсером диска стал Рон Эниелло, который работал с Брюсом и над прошлыми тремя его дисками: Wrecking Ball (2012), High Hopes (2014) и Western Stars (2019).

## История
Спрингстин собрал участников группы E Street Band у себя дома в его домашней студии на пять дней в ноябре 2019 года, но все работы над записью финишировали за четыре дня. Записи были спродюсированы Роном Эниелло и Спрингстином после периода писательского кризиса, который был у музыканта и который спонтанно прервался в течение полутора недель интенсивного написания песен в апреле 2019 года и был частично вызван и вдохновлен смертью бывшего коллеги Спрингстина по группе Джорджа Тайсса. В текстах обсуждаются темы раскаяния, старения и умирания. Альбом был записан вживую в студии, без демозаписей и и только с минимальными наложениями (например, гитарные соло, хлопки в ладоши и бэк-вокал); в него вошли три трека, изначально написанные до дебютного альбома Спрингстина 1973 года, Greetings from Asbury Park, N. J.: «If I Was the Priest», «Janey Needs a Shooter» и «Song for Orphans». Спрингстин наткнулся на более ранние записи этих песен с продюсером Джоном Хаммондом во время сборки альбома компиляций. «If I Was the Priest» ранее не выпускалось Спрингстином, но в 1970-х годах она была записана в виде кавера певцом Алланом Кларком, а Уоррен Зевон переработал «Janey Needs a Shooter» для своего альбома 1980 года Bad Luck Streak in Dancing School.
Фотография для обложки и аннотации была сделана Дэнни Клинчем в конце 2018 года, когда Спрингстин был в Нью-Йорке для своего сценического шоу Springsteen on Broadway.
Группа предполагала, что они отправятся в тур в поддержку записи, начиная с начала 2021 года, но эти планы были нарушены пандемией COVID-19; к моменту релиза Спрингстин подсчитал, что они смогут выступить вживую скорее всего в 2022 году. Ударник группы E Street Max Weinberg продолжал гастролировать со своей группой Max Weinberg’s Jukebox и использовал эти концерты для продвижения Letter to You. Спрингстин считает решение не гастролировать «очень болезненным», так как он с нетерпением ждёт возможности представить новый материал в живом контексте, но он появлялся в рекламных выступлениях на шоу The Late Show with Stephen Colbert и The Late Late Show чтобы представить музыку новой аудитории.
О релизе было объявлено 10 сентября 2020 года, когда одновременно был опубликовано музыкальное видео на лид-сингл «Letter to You». Потоковое аудио и музыкальный видеоклип на «Ghosts» был показан 24 сентября. Документальный фильм о создании альбома, снятый режиссёром Томом Зимни вышел на Apple TV + в сети 23 октября.
Смайлик в виде Спрингстина был выпущен через Twitter для продвижения альбома 14 октября. Apple Music разместил Letter to You Radio, и показал как Спрингстин берёт интервью у других музыкантов, таких как Дэйв Грол и Эдди Веддер, а также политические дискуссии с такими гостями, как телеведущий Джон Стюарт.

## Отзывы
Western Stars получил положительные отзывы музыкальных критиков. На сайте Metacritic его суммарный рейтинг составил 88 из 100 на основании 28 рецензий. Среди отзывов, Алекс МакЛеви из The A.V. Club (дал альбому рейтинг A, назвав его «одним из лучших достижений в карьере Брюса Спрингстина» за глубокий взгляд автора и тот факт, что слушатели могут воспринимать «почти любой трек как микрокосм его общего взгляда на мир»), Кори Гроу из журнала Rolling Stone (наградил диск четырьмя звездами из пяти за глубинную способность Спрингстина выражать свои эмоции в «самотерапии» текстов и оценивает его музыку как «the sound of Springsteen accepting that for himself»), Ричард Уильямс из журнала Uncut (посвящает пространный обзор «Letter to You», который помещает его в контекст карьеры Спрингстина как знаковый релиз, который в конечном итоге посвящен Спрингстину, его отношениям с его группой и их отношениями с аудиторией, особенно в их способности интерпретировать американскую культуру, историю и политику; он дает этому материалу девять из 10 звёзд), Дэвид Баудер из агентства Associated Press (неоднозначно относится к материалу, отмечая, как это иронично, что композитор «Glory Days» тратит столько времени, оглядываясь назад и хотя Спрингстин «ни в коем случае не делает ностальгический акт», в промежутке между этим альбомом и его бродвейским шоу его нынешняя работа «не столько о том, чтобы уйти отсюда, чтобы выиграть, сколько вернуться, чтобы оценить то, что у него есть»; в обзоре критик хвалит некоторые песни, но отмечает, что Спрингстин иногда становится клише).
Марк Ричардсон из журнала The Wall Street Journal считает Letter to You концептуальным альбомом о способности музыки наполнять жизнь смыслом и указывает, как это завершает главу в карьере Спрингстина. Дэн ДеЛука из The Philadelphia Inquirer также считает песни «жизнеутверждающими», давая им 3,5 звезды из четырех. Робин Мюррей из журнала Clash пишет, что прослушивание альбома — это «трогательный эксперимент», и оценивает его на восемь баллов из 10. Нил МакКормик из газеты The Daily Telegraph дал ему пять звёзд из пяти за то, что это «праздник исполнительской музыки; рёв против тишины, окутывающей мир». В другом пятизвездочном обзоре Хелен Браун из газеты The Independent заявляет, что музыка настолько интимна, что музыканты «чувствуют себя настолько близкими, что слушатели могут почувствовать, что они нарушают правила пандемии». Леони Купер из журнала NME также дала альбому пять баллов из пяти, подчеркнув преемственность, присутствующую в этой работе, объединяющей темы всей карьеры Спрингстина. Крис Уиллман из журнала Variety называет это новое творение «музыкальной комфортной едой» и называет этот альбом и Western Stars «высшими отметками» в карьере Спрингстина с 2002 года, когда вышел The Rising.
Сэм Содомски из Pitchfork дал оценку Letter to You на 7,4 из 10 баллов, отметив, что Спрингстин выступает в качестве рассказчика в альбоме, «наблюдая за тем, как музыка может выдерживать тон, колеблющийся между глубоким благоговением и утратой … Эта простая, но неуловимая сила составляет тематическое сердце пластинки, а также наполняет звук». Тайлер Кларк из Consequence of Sound поставил альбому рейтинг B + за «смелость смотреть в будущее», с несколькими треками, которые «plodding» или «наводят на размышления». Это издание восприняло этот релиз как возможность ранжировать все 20 студийных альбомов Спрингстина, при этом Letter to You занял двенадцатое место. Джон Пол Баллок из журнала Spin называет диск «одним из самых теплых и обнадеживающих релизов в карьере [Спрингстина]», особенно с сопровождающим документальным фильмом, показывающим процесс записи. Дэвид Брукс из The Atlantic оценивает Letter to You как самый удачный альбом музыканта за последние десятилетия, а также как «искренний и ранимый альбом» об «искусстве старения».
По словам Кена Капобьянко из The Boston Globe альбом «красноречив», который также назвал пластинку «праздником жизни и напоминанием о том, как рок-н-ролл может помочь преодолеть горе и утрату». Алексис Петридис из The Guardian назвал его «Альбомом недели» (Album of the Week), присвоив ему три звезды из пяти и смягчив свой обзор, назвав релиз «уменьшением амбиций», но, тем не менее, успехом. В том же издании вышла и вторая рецензия, в которой Kitty Empire объявила его своим альбомом недели, дав четыре из пяти звёздочек и назвав его «кувалдой» («sledgehammer») помощи за его способность справляться с эмоциями горя и поднимать настроение. Карл Уилсон из журнала Slate дает положительный отзыв, но спрашивает, «столько мемуаров Брюса не слишком ли много» в свете недавнего сценического шоу и книги Спрингстина. Редакция сетевого издания AllMusic поставила Letter to You 4,5 из пяти звёзд, при этом рецензент Стивен Томас Эрлевайн отметил, что выступления связаны с ранним материалом исполнителей, но с «общим чувство тепла», назвав это «альбомом, который представляет собой размышление о смертности в праздновании того, что значит быть живым в данный момент».
Дэвид Эрлих из IndieWire охарактеризовав документальный фильм «Valentine», «сопровождающий» новый альбом его как «потрясающую медитацию о смерти», которая также является «оптимистичным портретом человека, который никуда не уйдет, даже когда он уходит от нас»; он дал фильму оценку B. В журнале Time Стефани Захарек также дала положительную оценку фильму, назвав его «захватывающим» с точки зрения старения и ретроспективы карьеры Спрингстина. Consequence of Sound поставил документальному фильму пятерку, а рецензент Тайлер Кларк указал, что документальный фильм фокусируется не только на этом альбоме, но и на всём творческом процессе и философии Спрингстина, включая «его идеи, смешанные с его собственным уже закрепленным наследием, предложение заглянуть в сознание легенды, которая ценна для всех, кто также чувствует тягу к творчеству». Эл Александр Мор из газеты The Morning Sun оценил фильм на отлично (A−), отметив, что Спрингстин дал тот шаблон и премудрости, которым должны следовать другие музыканты.
Брэд Уиллер из The Globe and Mail дал фильму 2,5 звезды из четырех за его «поразительную серьезность» и изображение близкого товарищества музыкантов, но отметив, что он работает только как компаньон для альбома, а не как отдельный самостоятельный фильм. Брайан Лоури из канала CNN считает фильм «Valentine» от Спрингстина снят для своих товарищей по группе и их поклонников с «теплотой и ностальгией, [которые] создают связь между прошлым и настоящим». В журнале NME дополнили своё освещение альбома другим обзором фильма от Леони Купер, назвав его «печальным размышлением о хрупкости жизни», в котором есть первозданные музыкальные исполнения. Роберт Левин из Newsday дал фильму четыре звезды из четырёх, назвав его «радостным… волшебным и, да… жизнеутверждающим», отметив, что альбом также является лучшим за последние годы.

### Итоговые списки
| Издание              | Список                          | Ранг |
| -------------------- | ------------------------------- | ---- |
| Billboard            | Top 50 Albums of 2020           | 34   |
| Consequence of Sound | Top 50 Albums of 2020           | 33   |
| Mojo                 | 75 Best Albums of 2020          | 45   |
| Metacritic           | Best Albums of 2020             | 18   |
| Rolling Stone        | Top 50 Albums of 2020           | 12   |
| Pitchfork            | The 35 Best Rock Albums of 2020 | —    |
| Uncut                | Top 75 Albums of 2020           | 20   |

## Коммерческий успех
Letter to You дебютировал на втором месте американского хит-парада Billboard 200 (уступив лидерство диску What You See Is What You Get кантри-певца Люка Комбса) с тиражом 66000 альбомных эквивалентных единиц, включая 62000 чистых продаж. Одновременно альбом занял первое место в трёх чартах: Album Sales (92 тыс. копий из 96 тыс. экв. единиц), Vinyl Albums (18 тыс. копий на виниле) и Tastemaker Albums (16 тыс. копий через независимые магазины). Это 21-й диск Спрингстина, попавший в лучшую десятку top-10 и все они дебютировали в пятёрке лучших, поэтому он стал первым в истории музыкантом, чьи новые альбомы попадали в top-5 хит-парада Billboard 200 все последние шесть десятилетий (1970-е, ‘80-е, ‘90-е, 2000-е, ‘10-е и ‘20-е).
Спрингстин входил со своими альбомами в пятерку лучших Billboard 200 дважды в 1970-х годах (Born to Run, № 3 в 1975 и Darkness on the Edge of Town, № 5 в 1978), пять раз в 1980-х (The River, № 1 в 1980; Nebraska, № 3 в 1982; Born в the U.S.A., № 1 в 1984; концертный диск Bruce Springsteen & The E Street Band 1975—1985, № 1 в 1986; и Tunnel of Love, № 1 в 1987), три раза в 1990-х (Human Touch, № 3 в 1992; Lucky Town, № 3 в 1992; и Greatest Hits, № 1 в 1995), шесть раз в 2000-х (Live in New York City, № 5 в 2001; The Rising, № 1 в 2002; Devils & Dust, № 1 в 2005; We Shall Overcome: The Seeger Sessions, № 3 в 2006; Magic, № 1 в 2007; и Working On a Dream, № 1 в 2009), четыре раза в 2010-х (Wrecking Ball, № 1 в 2012; High Hopes, № 1 в 2014; Chapter and Verse, № 5 в 2016; и Western Stars, № 2 в 2019) и один раз 2020-х (Letter to You, № 2 в 2020).

## Список композиций
1. «One Minute You’re Here» - 2:57
2. «Letter to You» - 4:55
3. «Burnin' Train» - 4:03
4. «Janey Needs a Shooter» - 6:49
5. «Last Man Standing» - 4:05
6. «The Power of Prayer» - 3:36
7. «House of a Thousand Guitars» - 4:30
8. «Rainmaker» - 4:56
9. «If I Was the Priest» - 6:50
10. «Ghosts» - 5:54
11. «Song for Orphans» - 6:13
12. «I’ll See You in My Dreams» - 3:29

## Участники записи

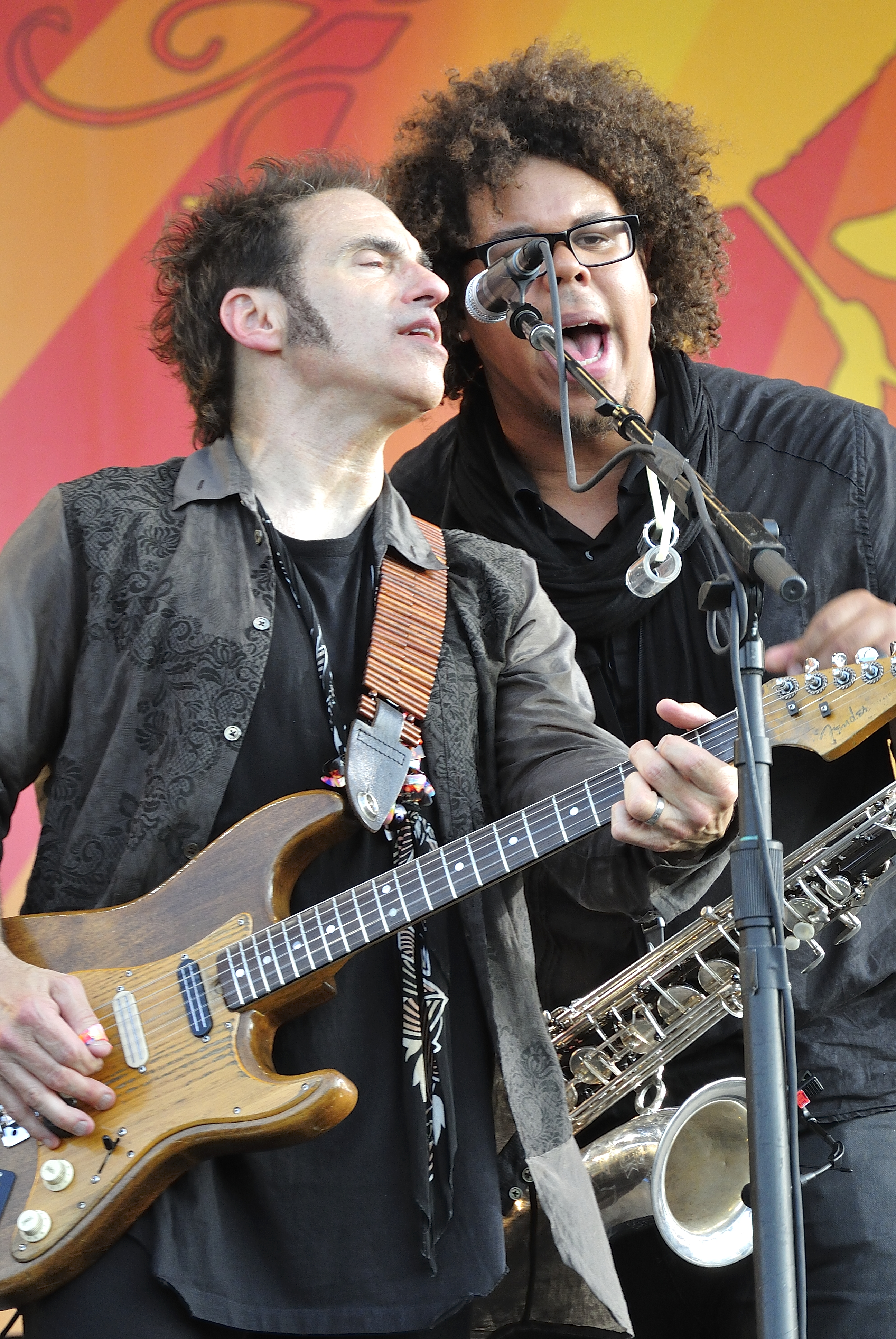
Группа The E Street Band при записи Letter to You включала ветеранов как гитарист Nils Lofgren (слева), который присоединился в 1984 году и новичков, таких как Jake Clemons (справа), присоединившегося к группе в 2012 году

Bruce Springsteen and the E Street Band
- Рой Биттан[англ.] — фортепиано, вокал
- Джейк Клемонс[англ.] — саксофон
- Чарльз Джордано[англ.] — орган, вокал
- Нильс Лофгрен — гитара, вокал
- Патти Скелфа — вокал
- Брюс Спрингстин — гитара, вокал, гармоника, продюсер
- Гэрри Таллент — бас-гитара, вокал
- Стивен Ван Зандт — гитара, вокал
- Макс Вайнберг[англ.] — ударные, вокал

Технический персонал
- Ron Aniello — продюсер
- Bob Clearmountain — аудиомикширование[60]
- Danny Clinch — фотографии[61]
- Bob Ludwig — аудиомастеринг[60]

## Чарты

### Продажи
26 октября британская компания Official Charts Company объявила, что Letter to You занял первое место в обновленном списке альбомов в середине недели Official Charts Company, диска было продано больше, чем четыре следующих бестселлера вместе взятых, и он был на пути к тому, чтобы стать двенадцатым альбомом номер один для Спрингстина в Соединенном Королевстве в конце недели. Это сделало Спрингстина первым сольным артистом с альбомами, возглавляющими чарты в Соединенном Королевстве на протяжении пяти десятилетий. В чарте ARIA charts Letter to You стал пятым альбом исполнителя номер один в Австралии. Letter to You дебютировал на втором месте Billboard 200.
Два сингла, выпущенные с альбома, «Letter to You» и «Ghosts», заняли 2 и 5 места в чарте Rock Digital Songs.
Продажи первой недели релиза в Соединенном Королевстве составили 51 800 единиц, из которых 95 % приходились на физические продукты и загрузки. В Соединенных Штатах у «Letter to You» было 78 631 продано альбомов за первую неделю. В Ирландии это был самый продаваемый альбом 2020 года на сегодняшний день, дебютировавший на вершине хит-парада и сделавший Спрингстина равным с Эминемом по числу альбомов номер один для сольного исполнителя (по 9 у каждого).
| Чарт (2020—2021)                         | Высшая позиция |
| ---------------------------------------- | -------------- |
| Австралия (ARIA)                         | 1              |
| Австралия Vinyl Albums (ARIA)            | 4              |
| Австрия (Ö3 Austria)                     | 1              |
| Бельгия (Ultratop Flanders)              | 1              |
| Бельгия (Ultratop)                       | 3              |
| Канада Canadian Albums (Billboard)       | 2              |
| Чехия (ČNS IFPI)                         | 6              |
| Дания (Hitlisten)                        | 1              |
| Дания Vinyl Albums (Hitlisten)           | 1              |
| Нидерланды (Album Top 100)               | 1              |
| Нидерланды Vinyl Albums (Vinyl Top 33)   | 1              |
| Финляндия (Suomen lista)                 | 2              |
| Финляндия Physical Albums (Suomen lista) | 1              |
| Франция (SNEP)                           | 4              |
| Германия (Offizielle Top 100)            | 2              |
| Греция (IFPI)                            | 4              |
| Венгрия (MAHASZ)                         | 11             |
| Ирландия (OCC)                           | 1              |
| Италия (FIMI)                            | 1              |
| Япония(Oricon)                           | 23             |
| Новая Зеландия (RMNZ)                    | 1              |
| Норвегия (VG-lista)                      | 1              |
| Польша (ZPAV)                            | 6              |
| Португалия (AFP)                         | 1              |
| Шотландия Scottish Albums (OCC)          | 1              |
| Словакия (ČNS IFPI)                      | 43             |
| Испания (PROMUSICAE)                     | 2              |
| Швеция (Sverigetopplistan)               | 1              |
| Швейцария (Schweizer Hitparade)          | 1              |
| Великобритания UK Albums (OCC)           | 1              |
| Великобритания UK Album Downloads (OCC)  | 1              |
| Великобритания UK Americana Albums (OCC) | 1              |
| Великобритания UK Record Store (OCC)     | 2              |
| США Billboard 200                        | 2              |
| США Tastemakers (Billboard)              | 1              |
| США Top Album Sales (Billboard)          | 1              |
| США Top Rock Albums (Billboard)          | 1              |
| США Vinyl Albums (Billboard)             | 1              |
| США (Hits)                               | 2              |

## Сертификации
| Регион                                                                      | Сертификация | Продажи |
| --------------------------------------------------------------------------- | ------------ | ------- |
| Франция (SNEP)                                                              | Золотой      | 50 000  |
| Германия (BVMI)                                                             | Золотой      | 100 000 |
| Ирландия                                                                    | —            | 3,000   |
| Италия (FIMI)                                                               | Платиновый   | 50 000  |
| Испания (PROMUSICAE)                                                        | Золотой      | 20 000  |
| Швеция (GLF)                                                                | Золотой      | 15 000  |
| Швейцария (IFPI Switzerland)                                                | Золотой      | 10 000  |
| Великобритания (BPI)                                                        | Золотой      | 100 000 |
| Данные о продажах + прослушиваниях приведены только на основе сертификации. |              |         |